# Маврикий (Полетаев)
Архимандрит Маври́кий (в миру Михаил Владимирович Полетаев; 18 декабря 1880, Кронштадт, Санкт-Петербургская губерния — 4 октября 1937, Караганда) — архимандрит Православной российской церкви.
Прославлен в лике преподобномученика в августе 2000 года. Память: 25 января (7 февраля) в Соборе новомучеников и исповедников Российских и в день кончины — 21 сентября (4 октября).

## Биография
Родился 18 декабря 1880 года в городе Кронштадте. Его отец, протодиакон Владимир Михайлович Полетаев служил в Андреевском соборе при Иоанне Кронштадтском и был женат на Марии Петровне Несвицкой, племяннице супруги Иоанна Кронштадтского.
В 1901 году окончил Санкт-Петербургскую духовную семинарию по второму разряду, после чего женился и принял священный сан.
Местом служения он выбрал Туркестан. Согласно сохранившемуся в его семье преданию, это решение было принято не без влияния Иоанна Кронштадтского, который благословил Михаила на службу в Средней Азии, куда священники ехали служить не очень охотно. В 1908 году уехал с семьёй в Туркменистан служить священником при Русской армии. Там иерея Михаила назначили настоятелем храма Покрова Пресвятой Богородицы в Мерве, построенного в стиле русского барокко русскими солдатами, которые несли службу на территории Туркменистана. Окормлял многочисленный гарнизон российской армии, находившийся в Мерве. Через несколько лет «за усердное служение Церкви» возведён в сан протоиерея.
После революции 1917 года, не желая, чтобы семья пострадала с ним, оставил жену с детьми (сын Владимир 1904 года, дочери Ольга 1905 года, Антонина 1909 года) и пешком ушёл в Россию. Служил в городе Переславле-Залесском Владимирской губернии.
В 1927 году принял в Троице-Сергиевой лавре (по другим источникам, в Никитском монастыре или во Владимире) постриг с именем Маврикий. Возведён в сан архимандрита.
8 сентября 1928 года был арестован по постановлению коллегии ОГПУ. Был приговорён за «контрреволюционную деятельность» к трём годам ссылки (которые отбыл в Орле с 1928 по 1930 годы) с лишением права проживания в шести крупных населённых пунктах страны.
После отбытия ссылки в Орле приехал в 1930 году в Загорск (ныне Сергиев Посад), где был настоятелем Кукуевской Всехсвятской церкви. Жил в доме № 27  на Нижней Кукуевской улице Сергиева Посада (в доме Басовых).
21 октября 1935 года был арестован. Обвинение при аресте — «существование контрреволюционной монархической группировки духовенства и церковников во главе с монахом Маврикием и монахом игуменом Максимилианом». С этого дня и до 8 февраля 1936 года был заключён в Бутырской тюрьме в Москве. Хозяйка дома Басовых (где жил Маврикий) два раза ездила его навещать, а на третий раз передачу не приняли, сказали: «10 лет без права переписки».
В феврале 1936 года был осуждён по групповому делу «Дело духовенства и церковников во главе с архимандритом Маврикием. Загорск. 1936 г.». В обвинительном заключении Особого совещания при НКВД СССР от 8 февраля 1936 года говорилось, что «Марченко, Полетаев, Крестников и Кондратьев в к[онтр]/р[еволюционных] целях прославляли могилу „старца Алексея“ [Соловьева], похороненного на Кукуевском кладбище, распускали провокационные слухи о якобы имевшихся случаях исцеления на его могиле, организовывали паломничество верующих на могилу, по пути обрабатывая их в а[нти]/с[оветском] духе». В деле говорилось и о призвании встать на защиту интересов верующих перед безбожной властью. 9 февраля 1937 года по приговору был отправлен в Карлаг (Казахстан).
28 сентября 1937 года был осуждён за проведения богослужений в Карлаге и проповеди там. На допросах архимандрит Маврикий показал, что «…к советской власти он принципиально лоялен, хотя факт существования этого порядка управления мне не приятен». Остальные обвинения он отрицал и на допросе сказал: «Я своё молитвенное настроение храню при себе, вовне я его не проявлял».
4 октября 1937 года был расстрелян. По рассказам епископа Гурия (Егорова), который находился в Карлаге, Маврикия перед расстрелом сильно мучили.

## Канонизация
Архимандрит Маврикий (Полетаев) канонизирован Архиерейским собором Русской православной церкви 2000 года в лике преподобномучеников. Представлен Алматинской епархией. Дата канонизации 20 августа 2000 года.

6. Мученически или исповеднически пострадавшие епископы, иереи и диаконы причисляются к лику священномучеников или священноисповедников; архимандриты, игумены и игумении, иеромонахи, иеродиаконы, иноки и инокини, послушники и послушницы причисляются к лику преподобномучеников или преподобноисповедников, миряне — к лику мучеников или исповедников.
— Деяние Юбилейного Архиерейского Собора о соборном прославлении Новомучеников и исповедников Российских XX века